# Первая битва за Эз-Завию
Би́тва за Эз-Зави́ю — одно из сражений в ходе Гражданской Войны в Ливии в феврале — марте 2011 года в ходе которого сильно пострадал город Эз-Завия.
Город быстро попал в руки повстанцев, объединившихся с солдатами дезертировавшими из ливийских армейских частей. Эз-Завия была центром восстания, который был ближе всего к Триполи, и она стала основным направлением для удара войск Каддафи. Город был осажден и регулярно подвергался атакам сторонников Каддафи, против повстанцев, окопавшихся в центре города. Последний штурм длился неделю и возглавила его бригада Хамиса, наиболее подготовленная боевая единица ливийской армии. Восстание в городе в конце концов было подавлено, и войска Каддафи установили полный контроль над городом, начав поиск подозреваемых в связях с повстанцами, и стирание любых признаков восстания.
Наряду с битвой за Мисурату, первая битва за Эз-Завию была одной из самых кровавых столкновений ливийских гражданской войны.

## Битва

### Повстанцы устанавливают контроль над городом, контратаки лоялистов
24 февраля — 1 марта 
Битва началась 24 февраля, когда ливийские войска, верные Каддафи, напали на мечеть, где пребывали люди, начавшие антиправительственную забастовку. Войска открыли огонь из автоматического оружия и попали в минарет из зенитной пушки. После нападения, тысячи людей вышли на Зелёную площадь города, недалеко от мечети с криками: «Уходи! Уходи!», адресованными Муаммару Каддафи. В тот же день силы оппозиции отразили ещё одно нападение лоялистов.
26 февраля правительственные войска открыли огонь по антиправительственной акции и египетским мигрантам. К этому моменту большая часть города находилась под контролем повстанцев, — однако силы безопасности контролировали районы вокруг города и в прилегающих районах были созданы контрольно-пропускные пункты вблизи окраины города. Кроме того, некоторые силы милиции правительства и сил безопасности по-прежнему присутствовали в городе, был замечен один танк. 24 повстанца были убиты в ходе двух предыдущих дней боевых действий.
27 февраля повстанцы полностью установили контроль над городом.
28 февраля правительственные войска начали наступление против города при поддержке 200 солдат, наступавших с востока, а также снайперов, танков и артиллерии. Первое нападение произошло сразу после полуночи, когда солдаты лоялистов пытались въехать в город с востока на пикапах. Атака была отбита. Вечером последовала вторая атака, лоялисты с помощью трех грузовиков пытались прорваться через западный въезд в город. Два грузовых автомобиля были уничтожены. В это же время ещё шесть пикапов снова напали на восточный въезд. Двое из них были захвачены повстанческими силами. В ходе столкновений один правительственный танк был поврежден из РПГ. После шести часов боёв правительственные войска не смогли вернуть контроль над городом. 10 человек погибли в уличных боях и 12-14 были взяты в плен, из которых восемь перешли на другую сторону и присоединились к повстанцам.

### Продолжение атак лоялистов, гибель Хусейна Дарбука
2 марта — 4 марта 
В ночь на 2 марта силы повстанцев атаковали правительственные силы вокруг города, убив двух солдат. К этому времени в городе стала ощущаться нехватка продовольствия и медикаментов, вызванная блокадой.
4 марта правительственные войска начали обстрел позиций повстанцев из минометов, крупнокалиберных пулеметов, зенитных орудий, а также использовав, по крайней мере, восемь пусковых установок «Град». Началось наступление на город с двух сторон. В развернувшихся боевых действиях, командир повстанческих сил, полковник Хусейн Дарбук, был убит вместе с тремя бойцами. Позднее повстанцы озвучили цифру потерь «до 50 человек убиты» и около 300 были ранены. Также были убиты двое солдат правительства. Вечером повстанцы были оттеснены на центральную площадь города, где они развернули последнюю линию обороны. Лоялисты заявили, что захватили 31 танк, 19 бронетранспортеров и другие виды оружия, включая ракетно-пусковые установки и зенитные орудия, которые использовались повстанцами.

### Борьба за центральную площадь, усиление атак лоялистов
5 марта — 8 марта 
К утру 5 марта лоялисты, как сообщалось, были отбиты от центра города, после того как ночью возобновились боевые действия, однако они по-прежнему контролировали въезды в город. В шесть утра начался ещё один штурм, который начался с неожиданного обстрела из миномётов. Муллы города объявили Каддафи джихад. В 7 часов утра по крайней мере 20 танков вошли в город и лоялисты начали штурм жилых домов и, как сообщается, убивали людей внутри них для обеспечения безопасности снайперов, разместившихся на крышах. Тем не менее, через несколько часов, повстанцы перешли в контрнаступление и лояльные войска были вновь отбиты от центра города к окраине к 10 часам утра. В ходе боёв утром этого дня тридцать три человека были убиты. Двадцать пять из них были повстанцами и восемь были правительственными солдатами. Пять единиц бронетехники лоялистов были уничтожены на площади, среди них два или три танка. В 4 часа дня силы Каддафи начали новую атаку. Танки обстреливали центр города. Но это атака также была отбита. Во время этого наступления правительственные войска достигли ещё раз площади в центре города и обстреляли из танков и ракетных установок здания вокруг неё перед отступлением. Тем не менее сторонникам Каддафи удалось занять больницу города, поэтому повстанцам пришлось эвакуировать всех своих раненых и разместить их в импровизированной клинике в мечети. Повстанцы и гражданское население несли значительные потери. 10 солдат правительства были взяты в плен во время боевых действий, а затем казнены в отеле, расположенном на центральной на площади. В течение ночи было подтверждено, что правительственные танки сосредотачиваются вокруг города.
6 марта началась четвёртая атака в течение двух дней, направленная на центр города, и она тоже была отбита. 26 солдат правительственных войск и три повстанца были убиты и 11 солдат правительства были захвачены в плен во время последней атаки войск лоялистов. Также в этот день ливийское телевидение объявило о взятии Эз-Завии.
7 марта в 9 утра началось пятое наступление на город, продолжавшиеся до обеда. Правительственные войска в очередной раз заняли центральную площадь города, а также разместились около городской мечети.
К 8 марта большая часть города оказалась в руинах, в связи с тем, что танки правительства вели беспорядочный огонь. Ночью повстанцы заняли площадь. Тем не менее, с рассветом, лоялисты начали контратаку при поддержки 50 танков и 120 пикапов, направившихся к центру города. Вечером этого же дня 60 повстанцев покинули город в попытке напасть на военную базу 20 километрах от города для отвлечения правительственных сил. На следующий день они не вернулись, и их судьба неизвестна.

### Лоялисты захватывают город
9 марта — 11 марта 
9 марта появились сообщения, что 95 % города контролируется правительственными войсками, а повстанцы отступили с удерживаемой ими центральной площади, которую заняли войска. Вечером, согласно утверждениям повстанцев и ряда свидетелей из числа местных жителей, повстанцы вернули себе контроль над центральной площадью, а правительственные войска были отброшены на расстояние одного километра от центра города. Сорок сторонников оппозиции и несколько сторонников правительства были убиты во время боевых действий в течение дня, в их числе полковник ливийской армии. Девять повстанцев были убиты в бою за городскую площадь. Окраины города были полностью под контролем сил Каддафи, и правительство организовало поездку на автобусах журналистов на городской освещенный стадион, где около 300 сторонников Каддафи праздновали победу с помощью фейерверков.
10 марта город был полностью занят лояльными Каддафи войсками. Репортёры из Times и ITV, находящиеся в городе, подтвердили, что город контролируется правительством, ведутся операции по зачистке. Позже было получено подтверждение и от местных жителей, что танки находились в городе, в частности на центральной площади, и подавляются последние очаги сопротивления.
11 марта повстанцы заявили, что они по-прежнему контролируют Эз-Завию. Однако, несколько часов спустя, в городе был проведен проправительственный митинг в присутствии 100 иностранных журналистов, подтверждающий, что город под контролем сил Каддафи.
13 марта телекомпания Аль-Джазира сообщила, что правительственные войска по-прежнему сосредоточены в районе города.

## Последствия
К началу апреля 2011 года восстание было окончательно подавлено. Тысячи горожан были увезены на допросы в течение нескольких недель по сообщениям повстанческих источников. 25 апреля радиостанция Голос России сообщила, что в Эз-Завии возобновились партизанские атаки, указывая, что повстанцы по-прежнему сохраняет своё присутствие в городе.
Возобновление боевых действий в городе произошло 11 июня, когда силы оппозиции совершили нападение на город. Пресс-секретарь НПС заявил, что повстанцы взяли под контроль большую территорию в западной части города. Тем не менее никакого независимого подтверждения заявления не было. Позднее в тот же день репортёры Reuters подтвердили, что прибрежная дорога была закрыта и пуста, за исключением большого числа солдат, полиции и вооружённых мужчин в гражданской одежде. Местные жители также подтвердили, что бои начались утром, описав их как «тяжёлые».
Тем не менее к концу 12 июня нападение повстанцев было отбито и лоялисты восстановили контроль над городом, что подтвердили журналисты, приехавшие из Триполи в Эз-Завию.
В начале августа войска повстанцев начали наступление на равнинах окружающих Эз-Завию, достигнув окраин города. 13 августа стало известно, что повстанческие силы начали штурм города. Правительственные чиновники утверждали, что повстанцы были разбиты, а повстанцы заявили, что они контролируют часть города, а возможно и центр. Аль-Джазира подтвердила, что повстанцы сражаются в окрестностях города и на его окраинах. К 20 августа повстанцы установили полный контроль над городом, включая восточную часть, это было подтверждено журналистами, которые прибыли на место событий.